# Maňa
Maňa (Hongaars:Mánya) is een Slowaakse gemeente in de regio Nitra, en maakt deel uit van het district Nové Zámky.
Maňa telt 2107 inwoners.